# Oliver Löfqvist
Oliver Löfqvist, född  5 maj 1998, är en svensk friidrottare (långdistanslöpning och terränglöpning). Han tävlar för Spårvägen.

## Karriär
Löfqvist deltog i Svenska mästerskapen i friidrott 2023 där han tog brons på 5 000 meter och 10 kilometer terränglöpning. Vid svenska inomhusmästerskapen i friidrott 2024 tog han silver på 3 000 meter.